# Pseudohyaleucerea flavescens
Pseudohyaleucerea flavescens là một loài bướm đêm thuộc phân họ Arctiinae, họ Erebidae.